# 卡利奇克河
卡利奇克河（俄語）是烏克蘭的河流，流經該國東部的扎波羅熱州和頓涅茨克州，屬於卡利米烏斯河的支流。河道全長88公里，流域面積1263平方公里。許多歷史學家認為該河就是史籍中的迦勒迦河（俄语：Калке），亦即1223年，蒙古人與基輔羅斯人爆發迦勒迦河之战的地點。